# Национальное бюро кредитных историй
Национальное бюро кредитных историй (НБКИ) — одно из крупнейших российских бюро кредитных историй. Головной офис бюро расположен в Москве.

## История

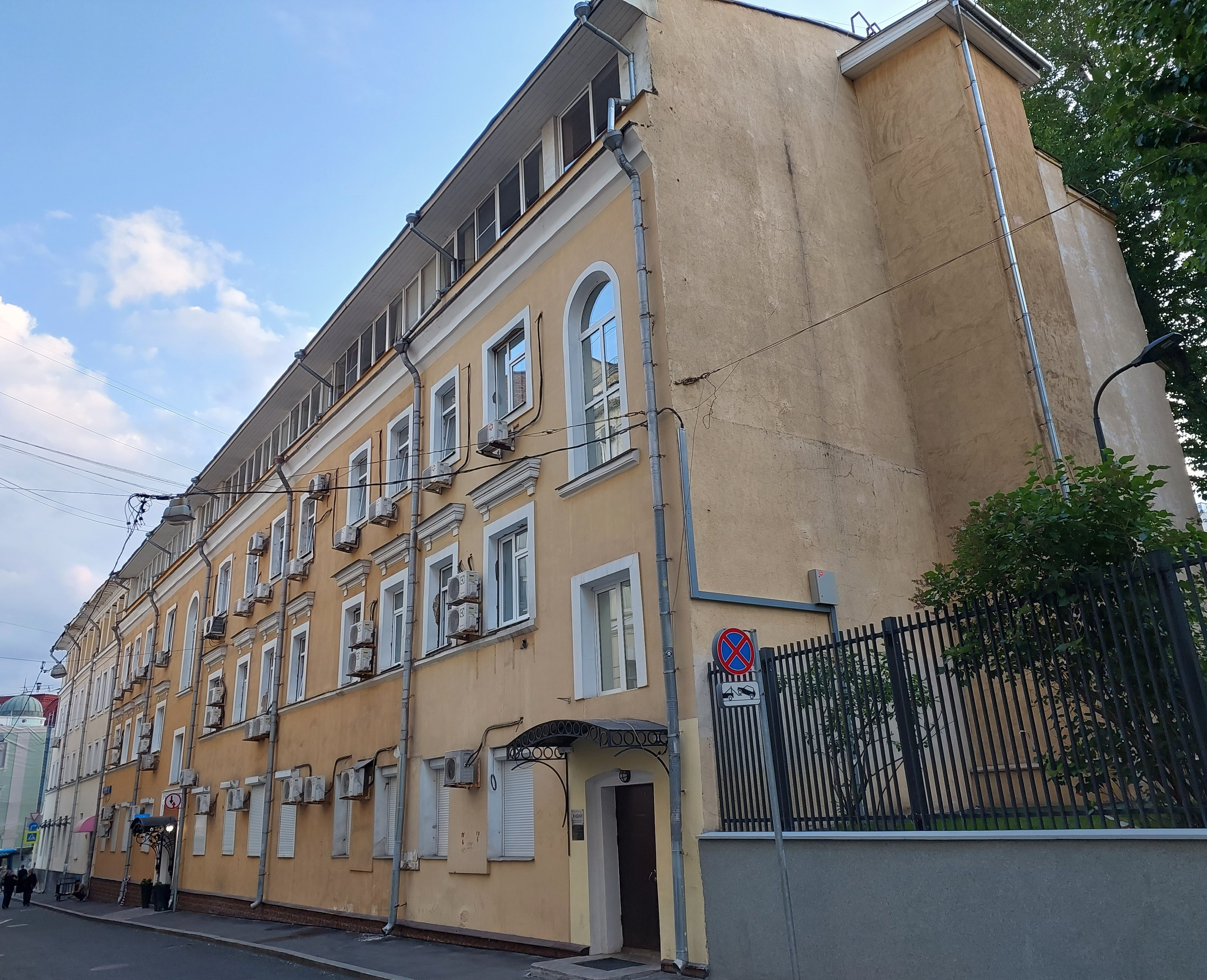
Офис компании на улице Большая Никитская 24/1 стр. 5 в Москве

АО «НБКИ» основано в 2005 году частными акционерами. Основное направление деятельности — создание центра хранения и обработки информации, необходимой кредиторам. В рамках своей работы бюро осуществляет обработку и хранение кредитных историй граждан и компаний. При помощи кредитных историй банки и другие финансовые организации получают возможность точнее оценивать кредитоспособность своих потенциальных клиентов, улучшать условия предоставления заемных средств.
В 2019 году НБКИ разработала и запустила персональный кредитный рейтинг – инструмент для самостоятельной оценки своей кредитоспособности частными заемщиками. Позже Банк России обязал все бюро кредитных историй рассчитывать частным заемщикам индивидуальный кредитный рейтинг с целью улучшения информированности и борьбы за финансовую грамотность.
В мае 2021 года НБКИ первым из бюро кредитных историй получило статус квалифицированного БКИ . КБКИ имеют возможность не только предоставлять кредитные истории по запросу кредиторов с одобрения заемщиков, но и рассчитывать показатель долговой нагрузки заемщиков на основании данных о всех ежемесячных платежах в счет погашения долгов.
Одним из основных приоритетов НБКИ является информационно-просветительская работа по повышению финансовой грамотности населения и формированию финансовой культуры. В 2022г. запущен образовательный портал «Истории о кредитах», где в упрощенной и игровой форме рассказывается о подробностях работы финансовой системы России, даются актуальные советы по выбору необходимого финансового продукта, противодействию мошенническим практикам. 

## Деятельность
На начало 2024г. база кредитных историй физических и юридических лиц НБКИ содержит более 600 млн записей кредитных историй 100 млн заемщиков.  
Партнерами бюро являются 4500 банков, МФО, страховых и финансовых организаций. 
В настоящее время бюро предоставляет десятки современных высокотехнологичных решений в области контроля и оценки кредитных рисков, прогнозной аналитики.